# Blautrappe

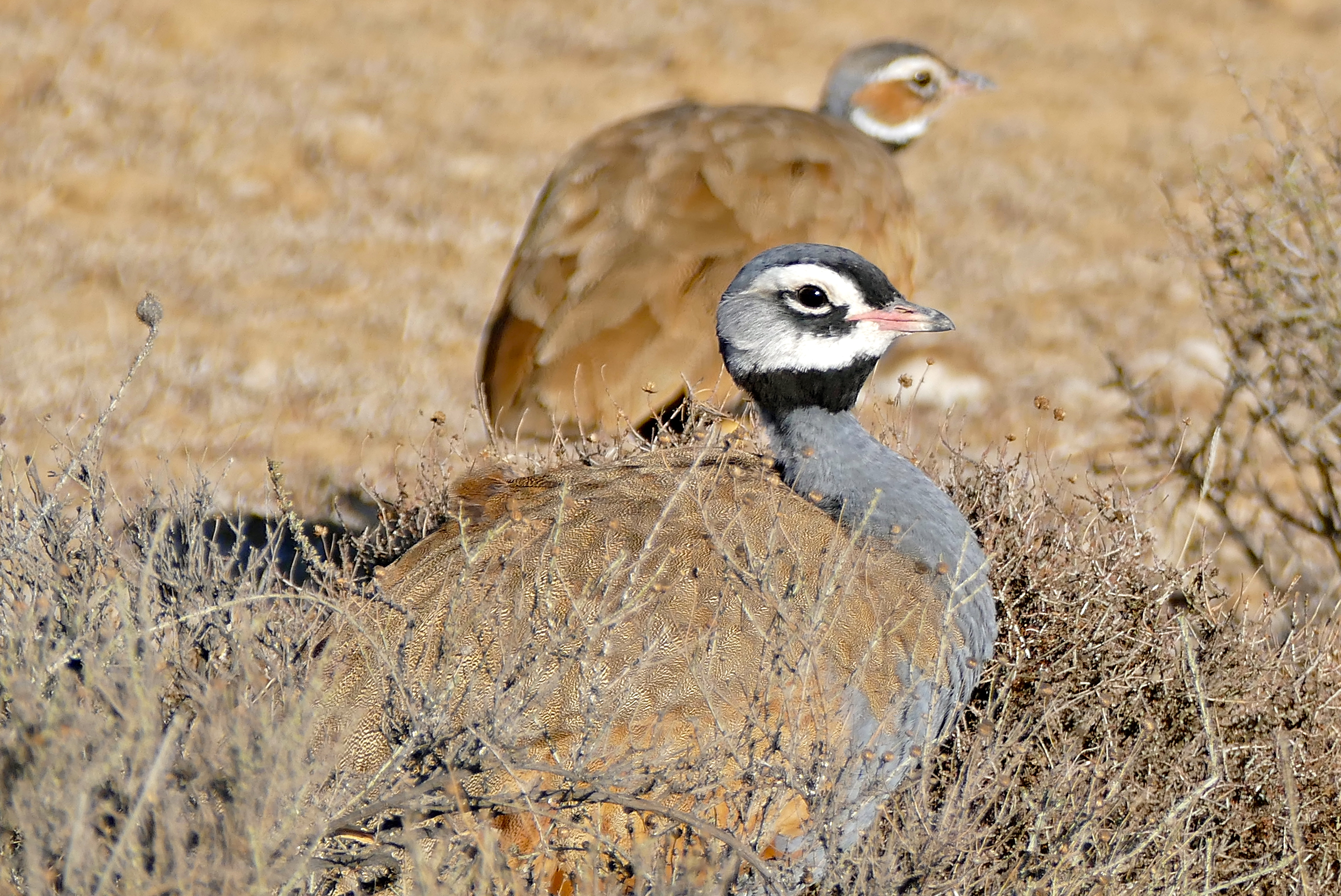
Blautrappenpärchen, vorne Männchen, hinten Weibchen

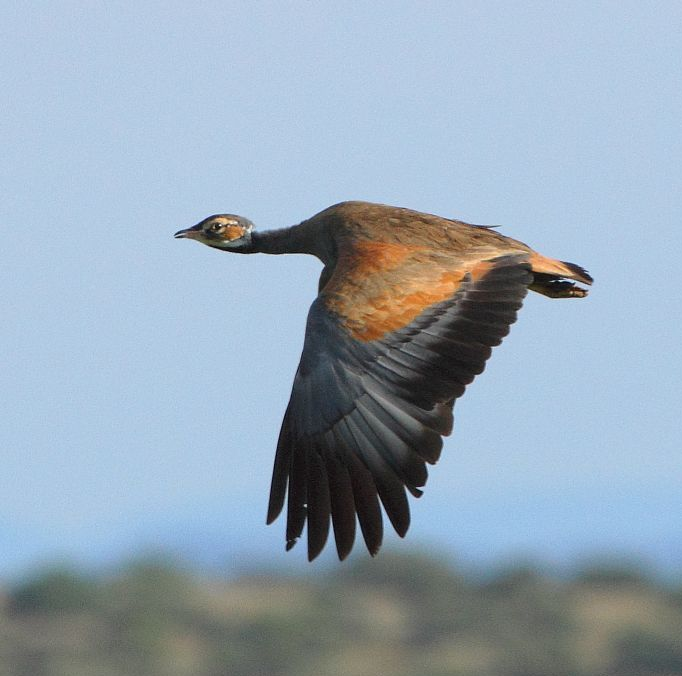
Fliegende Blautrappe

Die Blautrappe (Eupodotis caerulescens) ist eine im südlichen Afrika vorkommende Vogelart aus der Familie der Trappen (Otididae).

## Merkmale
Blautrappen erreichen eine Höhe von 50 bis 58 Zentimetern und ein Gewicht bis zu 1,6 Kilogramm. Farblich unterscheiden sich die Geschlechter leicht. Männchen haben ein schwarz-weißes Gesicht, eine dunkelgraue Kappe und eine schwarze Kehle. Die Gefiederfärbung der Oberseite ist braun. Der Hals sowie die Unterseite sind blaugrau. Die Federn der Flügel sind dunkelblau, in Ruhestellung verdeckt und kommen erst im Flug voll zur Geltung. Die langen Beine sind gelb. Weibchen sind im Gesamterscheinungsbild den Männchen ähnlich, jedoch insgesamt blasser gezeichnet und haben hellbraune Wangen. Aufgrund der charakteristischen Zeichnung ist die Art unverwechselbar.

## Verbreitung, Unterarten und Lebensraum
Das Verbreitungsgebiet der Blautrappe umfasst hochgelegene offene Graslandschaften und Steppen in Südafrika und Lesotho. Die Höhenverbreitung reicht von 1500 bis auf  3000 Meter. Unterarten werden nicht geführt.

## Lebensweise
Blautrappen leben meist in kleinen Gruppen und sind bedingt standorttreu. Die Vögel ernähren sich primär von Wirbellosen, beispielsweise Heuschrecken, Käfern, Skorpionen, Raupen und Termiten sowie kleinen Reptilien. Neben Steppengebieten besuchen sie auch frisch gepflügte Felder sowie verbranntes Grasland nach einem Buschfeuer. Samen und Blätter ergänzen das Nahrungsspektrum, vermutlich um die Verdauung zu unterstützen.
Die Brut findet hauptsächlich in den Monaten August bis März statt. Nach dem Verlust eines Geleges wird eine zweite Brut begonnen. Innerhalb einer züchtenden Gruppe bilden sich meist Trios von Vögeln und nicht Paare. Diese Brutgemeinschaft besteht aus einem Männchen und zwei Weibchen oder umgekehrt. Ein Gelege besteht in der Regel aus zwei Eiern. Diese werden auf den nackten Feldboden gelegt, oft neben einem üppigen Grasbüschel, um den brütenden Vogel zu verstecken. Das Weibchen brütet 24 bis 28 Tage allein, wird jedoch zuweilen vom zweiten Weibchen des Trios abgelöst. Die Weibchen versorgen sich während der Brutzeit selbst mit Nahrung, die Männchen halten sich in der Nähe des Nestes auf. Nach dem Schlüpfen werden die Küken von beiden Geschlechtern betreut. Die Jungvögel verbleiben bis zu zwei Jahre bei den Erwachsenengruppen in ihrem Heimatbiotop.
Potenzielle Fressfeinde, beispielsweise Mangusten werden von allen Gruppenmitgliedern gemeinsam bekämpft. Weibchen wurden beobachtet, wie sie einen gebrochenen Flügel simulierten, um Raubtiere als vermeintlich verletzte und leichte Beute von den Küken wegzulocken. Zu weiteren Fressfeinden zählt der Kapuhu (Bubo capensis). Es wurde beobachtet, dass Angriffe vom Silbersinghabicht (Melierax canorus) sowie vom Kampfadler  (Polemaetus bellicosus) abgewehrt werden konnten.

## Gefährdung
Die Bestände der Blautrappe sind im Rückgang begriffen. Die Art wird von der Weltnaturschutzorganisation IUCN als „near threatened = potenziell gefährdet“ geführt. Hauptgefährdungsursache ist die Umwandlung ihres Graslandlebensraums zu landwirtschaftlich genutzten Flächen.